# Paolo Picozza
Paolo Picozza (Latina, 13 novembre 1970 – San Martino al Cimino, 13 settembre 2010) è stato un pittore e grafico italiano.

## Biografia e attività artistica
Figlio del giornalista Carlo Picozza, studia all’Accademia di Belle Arti di Roma. Nel 1994, durante l'anno conclusivo del corso di laurea in Pittura, realizza le sue prime mostre personali: Similpelle (presso la galleria romana Al Ferro di Cavallo) e Wie Haut (presso la Kunsthaus Tacheles di Berlino). Seguiranno numerose altre esposizioni, sia individuali sia collettive, tra cui Bitume. Le onde di terra le onde metropolitane (Roma, 2001), Terrain Vague (Milano, 2003), Sentito Nero (Roma, 2005) e Otus Artis e Fresco bosco (Padula, 2008).
Vicino al mondo dei centri sociali, negli anni Novanta Picozza vive per qualche tempo al Forte Prenestino di Roma, ed è soprattutto a lui che si ispirò lo scrittore Renzo Paris nel tratteggiare Ruggero, il protagonista del libro-inchiesta Squatter. Una storia di case occupate, edito nel 1999 da Castelvecchi. 
Stabilitosi in una casa-atelier in via Galla Placidia, a Roma, fra la via Tiburtina e il quartiere di Casal Bertone, Picozza intraprese anche l’attività di grafico e di impaginatore, curando, tra la fine degli anni Novanta e i primi Duemila, la grafica del mensile di cultura erotica Blue, fondato da Francesco Coniglio e diretto da Susanna Schimperna. 
Picozza utilizzò il bitume come materia privilegiata , aggiungendo sovente alla tela bitumata colle, strisce di stoffa, lacerti di carta, sino a dare vita a opere pluristratificate e composite. Ha scritto Achille Bonito Oliva: “Paolo Picozza naviga nelle acque della pittura mosse da venti che cambiano continuamente direzione e forza. Talvolta un vento dolcissimo guida la mano della pittura verso immagini increspate sulla quiete della superficie. Altre volte le correnti sono vorticose e trascinano l’artista e i suoi attrezzi verso impeti e impulsi che modificano la direzione naturale dell’immagine secondo i dettati interni di un immaginario che non conosce leggi di gravità o sicuri ancoraggi. (…) Picozza vive immerso in un campo di forze che regolano l’esistenza del suo immaginario e lo portano verso direzioni lontane dall’approdo definitivo”.
Negli anni la sua produzione si concentra sui paesaggi urbani di una Roma marginale e notturna. “I quadri di Picozza”, ha rilevato Giuseppe Pollicelli, “raffigurano paesaggi in cui non vi è mai alcun essere vivente, il che li fa assomigliare a frammenti di quei sogni che da un momento all’altro possono trasformarsi in incubi rivelatori. (…) Via Tiburtina, via Prenestina, Porta Maggiore, la Stazione Termini… Nato a Latina, Paolo aveva compreso che Roma è città dominata dal nume dell’oblio. Nel senso di dimenticanza (di sé, innanzi tutto) ma anche nel senso di morte. La cifra di Roma del resto è il rudere, che è cosa morta. Eternamente morta. Anche quando si tratta, e a Roma non è raro, non di un rudere antico ma industriale. E i quadri di Picozza, anche quelli non ritraenti Roma, sono 'paesaggi morti', ibernati dietro una sorta di impenetrabile coltre di ghiaccio” 
Non ancora quarantenne, Paolo Picozza morì improvvisamente il 13 settembre 2010 a San Martino al Cimino, Viterbo.
Dopo la sua scomparsa gli furono dedicate due ampie retrospettive. La prima, In caduta libera con poco cielo davanti, nel 2013 presso il MACRO Future di Testaccio, a Roma, a cura di Achille Bonito Oliva; la seconda nel 2019, Cavalcare lo spazio, presso l’Accademia di Belle Arti di Roma, organizzata da alcuni studenti dell’Accademia in collaborazione con l'Associazione Paolo Picozza.
Nel 2017 l’accademia di Belle arti di Roma ha istituito il Premio Paolo Picozza, una borsa di studio annuale riservata agli allievi del terzo anno del triennio, il biennio specialistico o si siano laureati nell’Accademia da non più di un anno.

## Mostre (selezione)
- Similpelle, Galleria Al Ferro di Cavallo, Roma 1994.
- Wie Haut, Galleria KunsthausTacheles, Berlino 1994.
- Bitume. Le onde di terra le onde metropolitane, Galleria Al Ferro di Cavallo, Roma 2001.
- Terrain Vague, Galleria L’Affiche, Milano 2003.
- Sentito Nero, Galleria Il Segno, Roma 2004.
- Niemandsland, Carloni Spazio Arte, Francoforte 2004.
- Paolo Picozza, Carloni Spazio Arte, Francoforte 2005.
- Milano solo andata, Galleria L’Affiche, Milano 2006.
- Paolo Picozza, Galleria Il Segno, Milano 2007.
- Paolo Picozza, Galleria L’Attico, Milano 2008.
- Apnea, Galleria Il Segno, Roma 2008.
- Apnea, Galerie Fabrice Galvani, Tolosa 2008.
- Paolo Picozza. Carte, Galleria Rubin, Milano 2010.
- Paolo Picozza. In caduta libera con poco cielo davanti, MACRO Future, Roma 2013.
- Cavalcando lo spazio, Accademia di Belle Arti, Roma 2019.